# La Corona (Guatemala)
Koordinaten: 16° 30′ 20″ N, 90° 22′ 48″ W
Der Ort La Corona ist eine präkolumbische Maya-Ruinenstätte am Río San Pedro in der mittelamerikanischen Republik  Guatemala. Die in der Maya-Forschung zunächst als „Site Q“ bezeichnete Stadt wurde 1995 entdeckt und in den darauffolgenden Jahren archäologisch untersucht. Der Name „La Corona“ ist spanisch und bedeutet auf Deutsch „die Krone“. Benannt wurde die Ruinenstadt von den ersten Archäologen, die eine Reihe von fünf Tempeln fanden, welche einer Krone ähnelten.

## Lage
Die Stadt La Corona war von weiteren Mayastädten umgeben: Im Nordosten befand sich Calakmul, im Osten Tikal, im Südosten Dos Pilas, Yaxchilán und Pietras Negros im Südwesten, Palenque sowie Toniná im Westen.

## Forschungsgeschichte
Während der 1960er Jahre tauchten auf internationalen Antiquitäten-Märkten erstmals geplünderte Maya-Artefakte auf, die sich auf eine bis dahin unbekannte Stadt bezogen. Man vermutete lange Zeit, dass sich die darin enthaltenen Beschreibungen auf Calakmul bezogen, jedoch waren die Unterschiede zu den dort gefundenen Artefakten zu groß. Erst mit der Entdeckung von La Corona konnte das Rätsel gelöst werden. Ein Archäologe der Yale University und drei Studenten der Southern Methodist University in Dallas, Texas, untersuchten diese kleine Gruppe von Ruinen in der abgelegenen Petén Region im Norden Guatemalas. Ihre Expedition wurde von der National Geographic Society, dem El-Peru-Waka Forschungsprojekt und einheimischen Führern unterstützt.
La Corona war bei seiner Entdeckung stark verwüstet und viele der Gebäude befanden sich in schlechtem Zustand. Bisher konnte eine Hauptplaza sowie mehrere Tempel identifiziert werden. Ein bedeutender Fund ist eine 90 × 50 cm große Kalkstein-Platte, die mit 140 Maya Schriftzeichen versehen ist. Bislang ist jedoch nur ein Teil der gesamten Stätte archäologisch untersucht und dokumentiert.

## Geschichte
Zur Blütezeit der Stadt La Corona befanden sich die Mayastädte Calakmul im heutigen Campeche, Mexiko und Tikal in der Petén Region des heutigen Guatemala in einem Krieg um die Vorherrschaft. Der Fürst von Calakmul baute auf Allianzen mit kleineren Städten, wie Dos Pilas, El Peru, La Corona und anderen, um den Rivalen Tikal einzukreisen und zu bezwingen.  La Corona und El Peru lagen strategisch günstig in der Nähe des San Pedro Martir River. Um 670 n. Chr. begann Tikal einen Angriff auf eine Gruppe kleinerer Städte, in der Hoffnung, den Zugang zu Gebieten im Westen zu gewinnen und damit den Rivalen Calakmul vom lukrativen Handel mit dem südlichen Hochland zu verdrängen. Die Bewohner und Anführer der Stadt La Corona flohen nach diesem militärischen Angriff Tikals, die Stadt wurde weitgehend zerstört. Im weiteren Verlauf der Kämpfe besiegte Calakmul den Rivalen Tikal.